# Distretto di Sarıoğlan
Il distretto di Sarıoğlan (in turco Sarıoğlan ilçesi) è uno dei distretti della provincia di Kayseri, in Turchia.